# Kesikköprü, Pazar
Kesikköprü là một xã thuộc huyện Pazar, tỉnh Rize, Thổ Nhĩ Kỳ. Dân số thời điểm năm 2010 là 450 người.